# George Hazelwood Locket
George Hazelwood Locket (12 d'octubre del 1900 - 27 de gener de 1991) fou un aracnòleg britànic que va compartir el premi HH Bloomer de l'any 1974 amb AF Millidge. Va ser coautor de Millidge's British Spiders, volums I i II.
Va estudiar a la Universitat d'Oxford.

## Alguns taxons descrits
- Batueta Locket, 1982 - gènere de Linyphiidae
- Holma Locket, 1968 - gènere de Linyphiidae
- Ibadana Locket & Russell-Smith, 1980 -gènere de Linyphiidae
- Johorea Locket, 1982 - gènere de Linyphiidae
- Nasoona Locket, 1982 - gènere de Linyphiidae
- Pseudomaso Locket & Russell-Smith, 1980 - gènere de Linyphiidae
- Simplicistilus Locket, 1968 - gènere de Linyphiidae

## Taxons anomenats en el seu honor
- Locketiella Millidge & Russell-Smith, 1992 - gènere de Linyphiidae
- Locketina Koçak & Kemal, 2006 - gènere de Linyphiidae
- Ceratinopsis locketi Millidge, 1995 - gènere de Linyphiidae
- Tmarus locketi Millot, 1942 -gènere de Thomisidae

## Algunes publicacions
- Locket,G.H., 1965 - A new British species of linyphiid spider. Entomologist's mon. Mag. vol.101, p.48-50
- Locket,G.H., 1973 - Two spiders of the genus Erigone Audouin from New Zealand. Bull. Br. arachnol. Soc. vol.2, p.158-165
- Locket,G.H., 1976 - A note on the structure of the male palp of Callilepis nocturna (Linnaeus) (Araneae, Gnaphosidae). Bull. Br. arachnol. Soc. vol.3, p.159
- Locket,G.H., 1982 - Some linyphiid spiders from western Malaysia. Bull. Br. arachnol. Soc. vol.5, p.361-384

## Abreviatura
L'abreviatura Locket es fa servir per indicar  George Hazelwood Locket com autoritat en la descripció i taxonomia dins la zoologia.